# Серафим, светионичарев син
Серафин, светионичарев син је хрватски филм снимљен 2002. године. Филм је режирао Вицко Руић који је и писао сценарио.